# باول مكينون
باول مكينون (بالإنجليزية: Paul McKinnon)‏ (1 أغسطس 1958 في المملكة المتحدة - ) هو لاعب كرة قدم بريطاني في مركز الهجوم. لعب مع بلاكبيرن روفرز وساتون يونايتد.

## وصلات خارجية
- باول مكينون على موقع قاعدة بيانات كرة القدم.إي يو (الإنجليزية)